# Lucas Mahias
Lucas Mahias, född 14 april 1989 i Mont-de-Marsan, är en fransk motorcykelförare som tävlar i grenen roadracing. Han har bland annat deltagit i världsmästerskapen i Endurance, Moto2 och Superbike. Säsongen 2017 tävlar han för Yamahas fabriksteam i VM i Supersport där han tog sin första seger 2 april 2017 på Motorland Aragón. Mahias blev världsmästare i Supersport säsongen 2017.